# КАМАЗ-4325

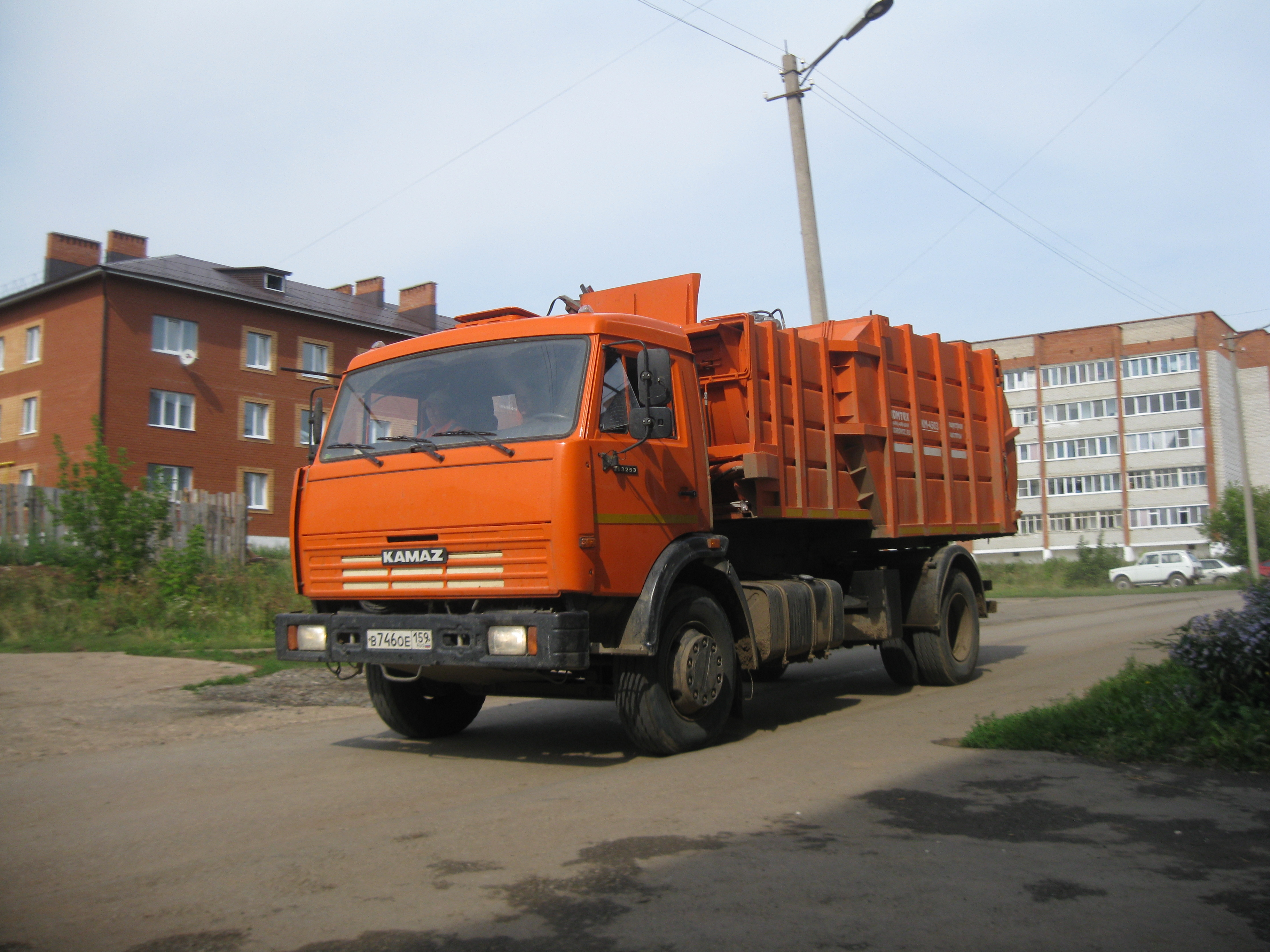
Мусоровоз на базе КАМАЗ-43253

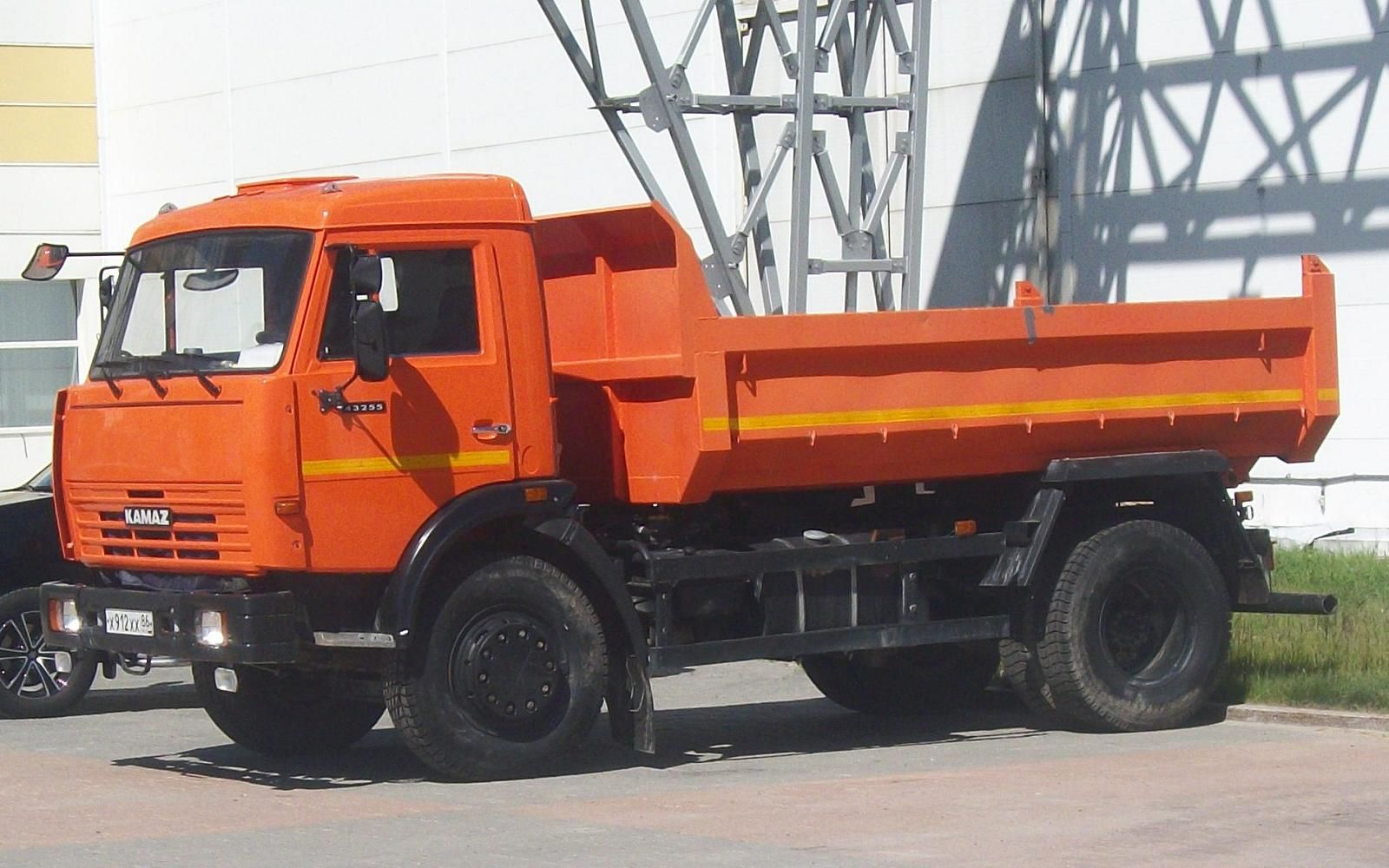
Самосвал КАМАЗ-43255

КАМАЗ-4325 — советский и российский крупнотоннажный грузовой автомобиль семейства первого поколения с колёсной формулой 4 × 2, выпускавшийся Камским автомобильным заводом (КАМАЗ) с 1991 года. Автомобиль является аналогом КАМАЗ-5320 и также выпускается под видом шасси и бортового тягача. В отличие от других моделей, автомобиль не предназначается для обслуживания дальнобойных грузовых маршрутов.
В 2000 году автомобиль прошёл рестайлинг. С 2001 года автомобиль производится под названием КАМАЗ-43253. На его базе с 2007 года производится также самосвал КАМАЗ-43255. Основной прицеп — ГКБ-8350 того же типоразмера.

## Модификации КАМАЗ-43253

### Бортовые
- КАМАЗ-43253-012-15 — модификация с оригинальной кабиной и дизельным двигателем внутреннего сгорания КАМАЗ 740.31-240.
- КАМАЗ-43253-014-96 (А3) — модификация с оригинальной кабиной и дизельным двигателем внутреннего сгорания Cummins 6 ISBe 210.
- КАМАЗ-43253-69 (G5) — модификация с рестайлинговой кабиной и дизельным двигателем внутреннего сгорания Cummins 4 ISBe 185[9][10].
- КАМАЗ-43253-6019-99 (H3) — модификация с рестайлинговой кабиной и дизельным двигателем внутреннего сгорания Cummins 4 ISBe 185[11].
- КАМАЗ-43253-6020-99 (H3) — модификация с рестайлинговой кабиной и дизельным двигателем внутреннего сгорания Cummins 4 ISBe 185.

### Шасси
- 43253-1011-15 — модификация с оригинальной кабиной и дизельным двигателем внутреннего сгорания КАМАЗ 740.31-240.
- 43253-1010-15 — модификация с оригинальной кабиной и дизельным двигателем внутреннего сгорания КАМАЗ 740.31-240.
- 43253-1012-15 — модификация с оригинальной кабиной и дизельным двигателем внутреннего сгорания КАМАЗ 740.31-240.
- 43253-1012-96 (А3) — модификация с оригинальной кабиной и дизельным двигателем внутреннего сгорания Cummins 6 ISBe 210.
- 43253-1013-96 (А3) — модификация с оригинальной кабиной и дизельным двигателем внутреннего сгорания Cummins 6 ISBe 210.
- 43253-1912-96 (А3) — модификация с оригинальной кабиной и дизельным двигателем внутреннего сгорания Cummins 6 ISBe 210.
- 43253-1913-96 (А3) — модификация с оригинальной кабиной и дизельным двигателем внутреннего сгорания Cummins 6 ISBe 210.
- 43253-1014-96 (А3) — модификация с оригинальной кабиной и дизельным двигателем внутреннего сгорания Cummins 6 ISBe 210.
- 43253-3019-99 (H3) — модификация с рестайлинговой кабиной и дизельным двигателем внутреннего сгорания Cummins 4 ISBe 185.
- 43253-3020-99 (H3) — модификация с рестайлинговой кабиной и дизельным двигателем внутреннего сгорания Cummins 4 ISBe 185.